# Atalaya del Cañavate
Atalaya del Cañavate – gmina w Hiszpanii, w prowincji Cuenca, w Kastylii-La Mancha, o powierzchni 46,36 km². W 2011 roku gmina liczyła 133 mieszkańców.